# Rue de la Sainte-Chapelle
La rue de la Sainte-Chapelle est une ancienne rue de Paris. Elle était située quartier de la Cité, sur l'île de la Cité. Créé au milieu du XIXe siècle, elle a disparu au début du XXe siècle lors de la reconstruction du palais de justice de Paris.

## Situation
Cette rue commence sur le boulevard du Palais et finit sur le quai des Orfèvres.

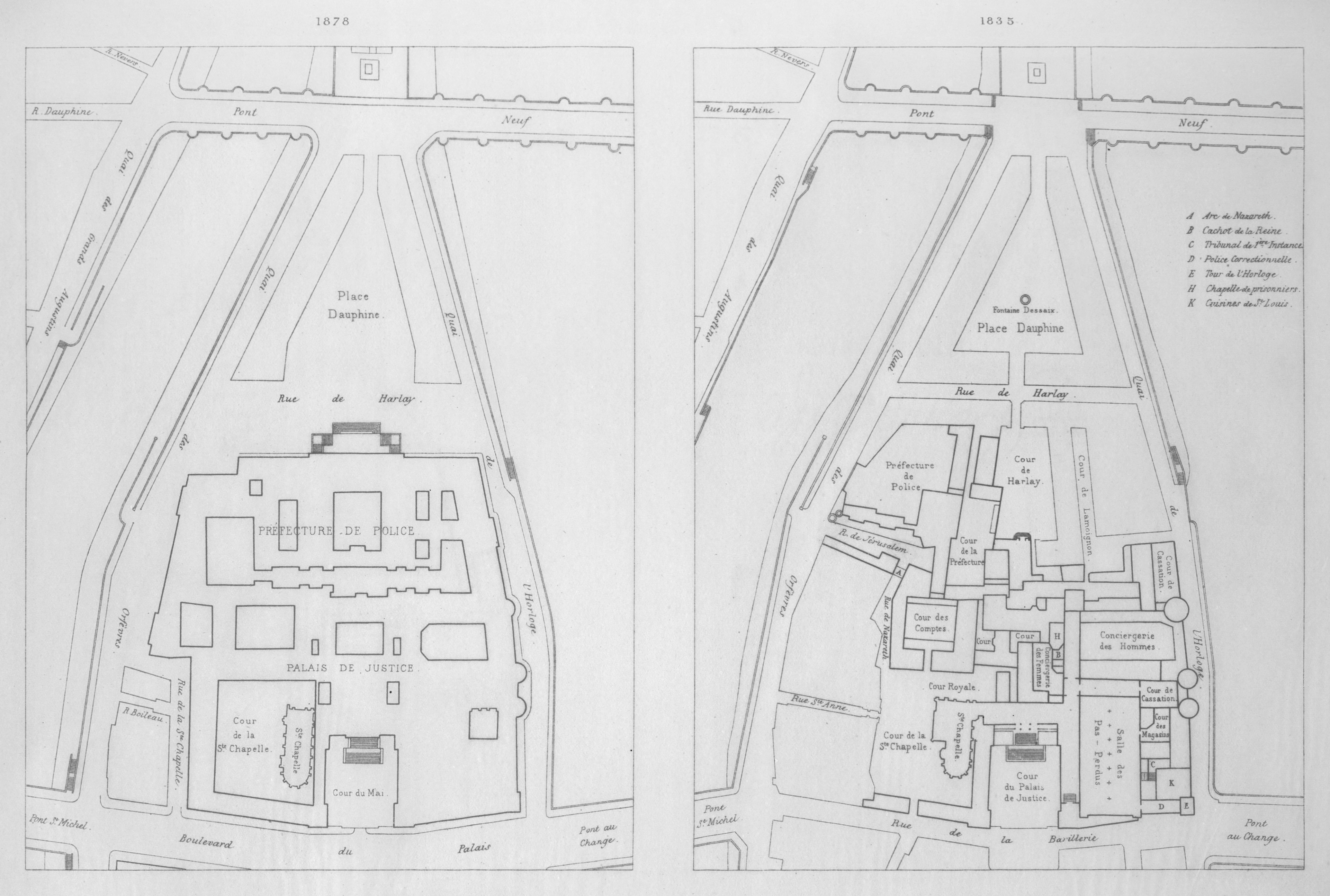
Comparaison du plan du palais de justice entre 1835 (à droite) et 1878 (à gauche).

## Origine du nom
La rue doit son nom du fait qu'elle voisine la Sainte-Chapelle.

## Historique
En 1840, une ordonnance royale officialise le projet de plan d'agrandissement et d'isolement du palais de justice de Paris,. Elle prévoit l'ouverture d'une nouvelle rue de 15 m de large le long du bâtiment sud à construire. La largeur de cette rue est ramenée à 11,40 m en 1846. La construction du nouveau bâtiment, qui doit accueillir les chambres de police correctionnelle, et le percement de cette voie, dénommée rue de la Sainte-Chapelle, entraînent la disparition de la partie nord de la rue Sainte-Anne-en-la-Cité. 
Toutes les maisons du quadrilatère délimité par le boulevard du Palais, la rue de la Sainte-Chapelle, la rue Mathieu-Moulé (anciennement rue Sainte-Anne) et le quai des Orfèvres sont démolies en 1907 pour permettre la construction d'une nouvelle aile du palais de justice par Albert Tournaire,.
La rue subsiste en partie comme cour à l'intérieur du palais de justice. L'entrée de l'actuel no 24 quai des Orfèvres correspond à l'ancien débouché de la rue.

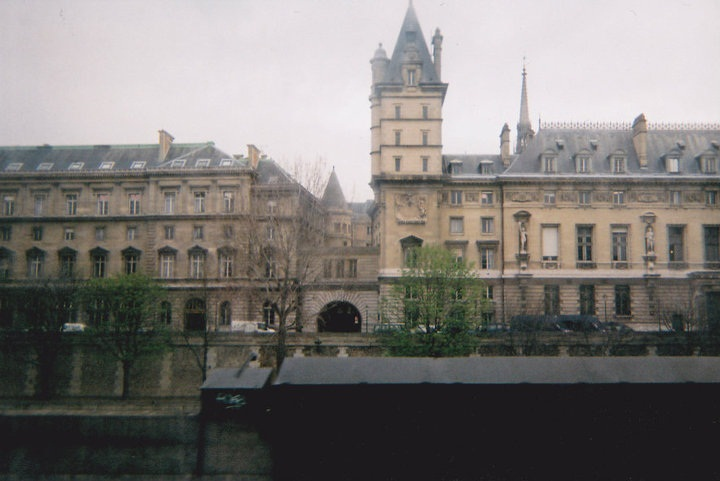
Au centre (à gauche de la tour Pointue), l'ancien débouché de la rue de la Sainte-Chapelle sur le quai des Orfèvres.